# Kuchnia łotewska

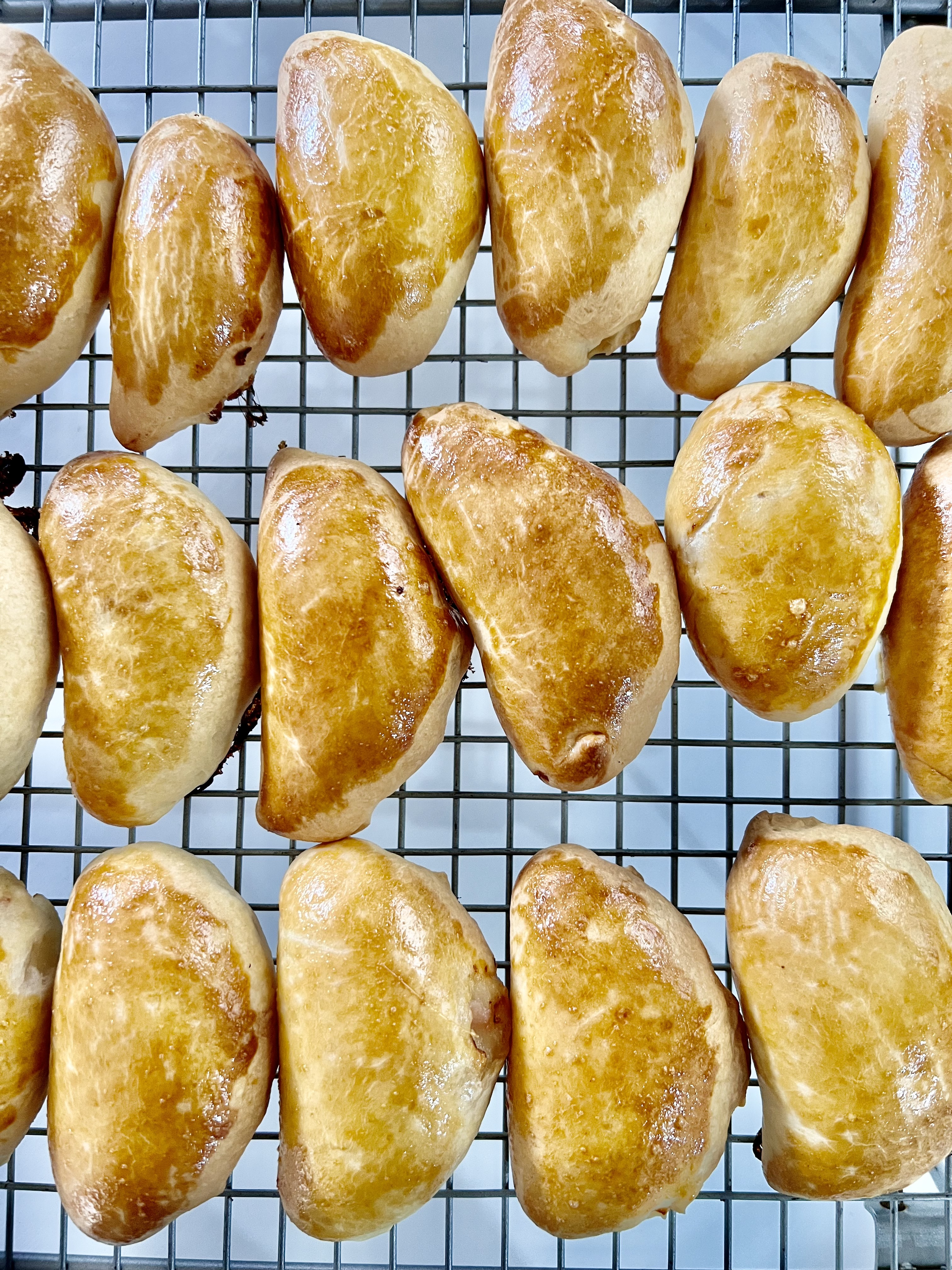
Łotewskie pierogi z podsmażoną cebulą i boczkiem

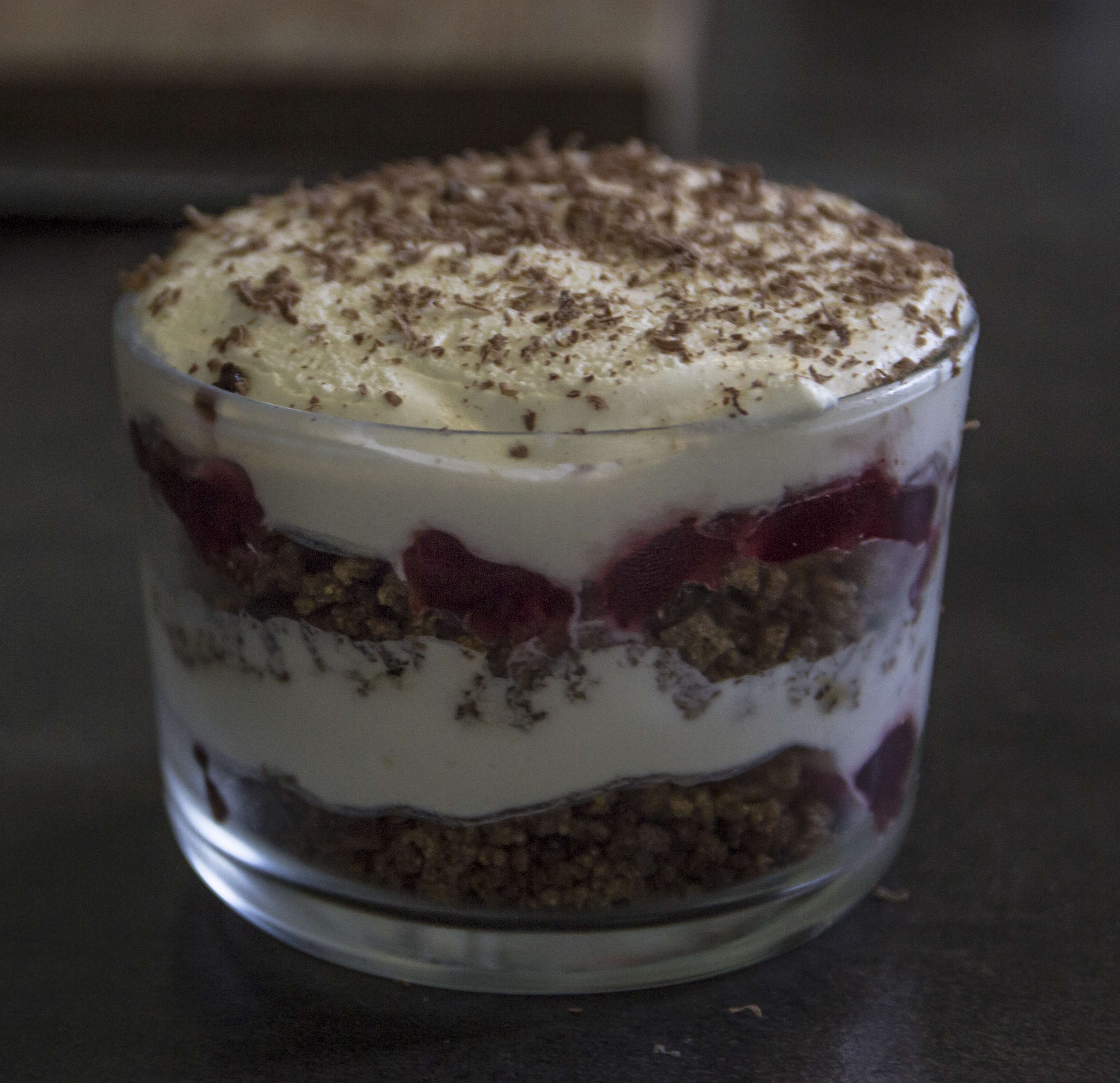
Rupjmaizes kārtojums

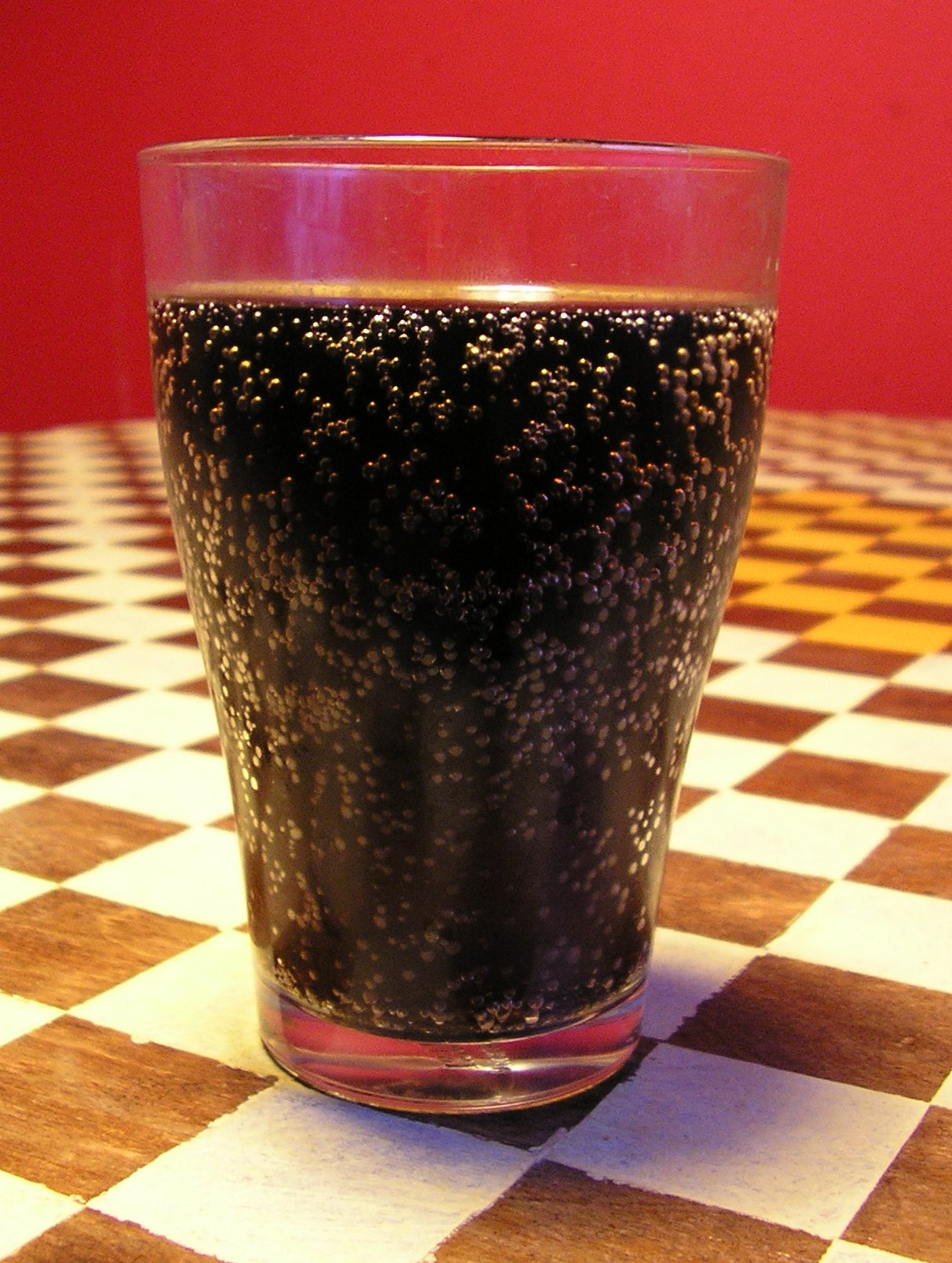
Łotewski kwas chlebowy

Kuchnia łotewska – regionalna, tradycyjna kuchnia charakterystyczna dla Łotwy.
Zaszłości historyczne i położenie geograficzne sprawiły, że kuchnia łotewska łączy m.in. smaki typowe dla Skandynawii, Rosji i Niemiec. Kuchnię Łotwy charakteryzuje prostota, jak również intensywne wykorzystywanie produktów lokalnego rolnictwa. Potrawy w większości oparte są na bazie mięsa (głównie wieprzowiny), ryb, ziemniaków, mleka, kaszy, chleba, sera oraz jaj. Chętnie spożywane są również warzywa strączkowe, takie jak szary groch z zasmażką z cebulki i słoniną, popijany kefirem albo zsiadłym mlekiem.
Dania kuchni łotewskiej mieszczą się w trzech kategoriach:
- świąteczne (np.: Jāņu siers na Świętego Jana, groch z cebulką i słoniną na Boże Narodzenie oraz Nowy Rok – zjeść należy cały podany groch, ponieważ pozostawiony na talerzu oznacza płacz),
- dania codzienne,
- dania regionalne, np. sklandrausis (ciasto z marchwi i mąki żytniej) albo skābputra (zupa na zakwasie z chleba i mąki)[2].

Łotwa ma niewiele zarejestrowanych produktów regionalnych i tradycyjnych, chronionych oznaczeniem pochodzenia geograficznego w Unii Europejskiej. Są to:
- Jāņu siers – świeży, nieco słony ser przyrządzony ze zsiadłego mleka, z dodatkiem kminku,
- salinātā rudzu rupjmaize – chleb z mąki żytniej na zakwasie,
- sklandrausis – okrągły placek z nadzieniem wypiekany na bazie mąki żytniej (Gwarantowana Tradycyjna Specjalność),
- carnikavas nēģi – gotowany minóg w galarecie (Chronione Oznaczenie Geograficzne),
- latvijas lielie pelēkie zirņi – suszony groch polny (Chroniona Nazwa Pochodzenia)[2].

Najwięcej lokali zrzeszonych w Europejskiej Sieci Regionalnego Dziedzictwa Kulinarnego znajduje się na terenie Łatgalii, regionu tradycyjnie najuboższego. W kraju wyróżnikiem produktów o wysokiej jakości i lokalnym pochodzeniu, jest znak „Zaļā karotīte” („Zielona łyżeczka”). Oznakowanie to wskazuje, że minimum 75% składników produktu pochodzi z Łotwy. Oprócz tego, jeżeli ma dobrą jakość, a jego pełen cykl produkcyjny ma miejsce w kraju może zostać oznaczony sygnaturą „Bordo karotīte” („Bordowej łyżeczki”) nawiązującą do barw łotewskiej flagi narodowej. Inicjatywa „Go rural” z kogutem na zielonym tle zachęca do odwiedzania bogatych kulinarnie terenów wiejskich.
Najpopularniejsze potrawy kuchni łotewskiej:
- cūkgaļas karbonāde – bitki wieprzowe smażone w jajach,
- rupjmaize – razowy, żytni chleb na zakwasie,
- maizes zupa – zupa na żytnim chlebie,
- pīrāgi – pierogi z boczkiem i cebulą,
- rasols – sałatka warzywna[2],
- speķa pīrādziņi – zapiekanka z boczkiem,
- kapuśniak[3],
- kasza gryczana z sosem grzybowym,
- rūpjmaizes kārtojums – pieczony chleb, pokruszony na drobinki lub pył, przełożony warstwami konfitury i bitej śmietany,
- zupa rybna,
- deska ryb wędzonych, szprotki wędzone, solone lub smażone,
- śledzie z ziemniakami i twarogiem,
- soljanka, pielmieni, cepeliny, chłodnik litewski, barszcz ukraiński (wpływy kulinarne innych krajów wschodnich),
- kiszone pomidory i czosnek,
- kwas chlebowy[1].

Najpopularniejsze piwa z Łotwy, to Uzavas i Tervetes (30% rynku należy do marki Aldaris). W Rydze serwuje się koktajl alkoholowy o nazwie Clavis Riga, przyrządzany na bazie czarnego balsamu ryskiego. Lokalna sieć fastfoodowa to Lido, wykorzystująca elementy kuchni lokalnej.

## Galeria

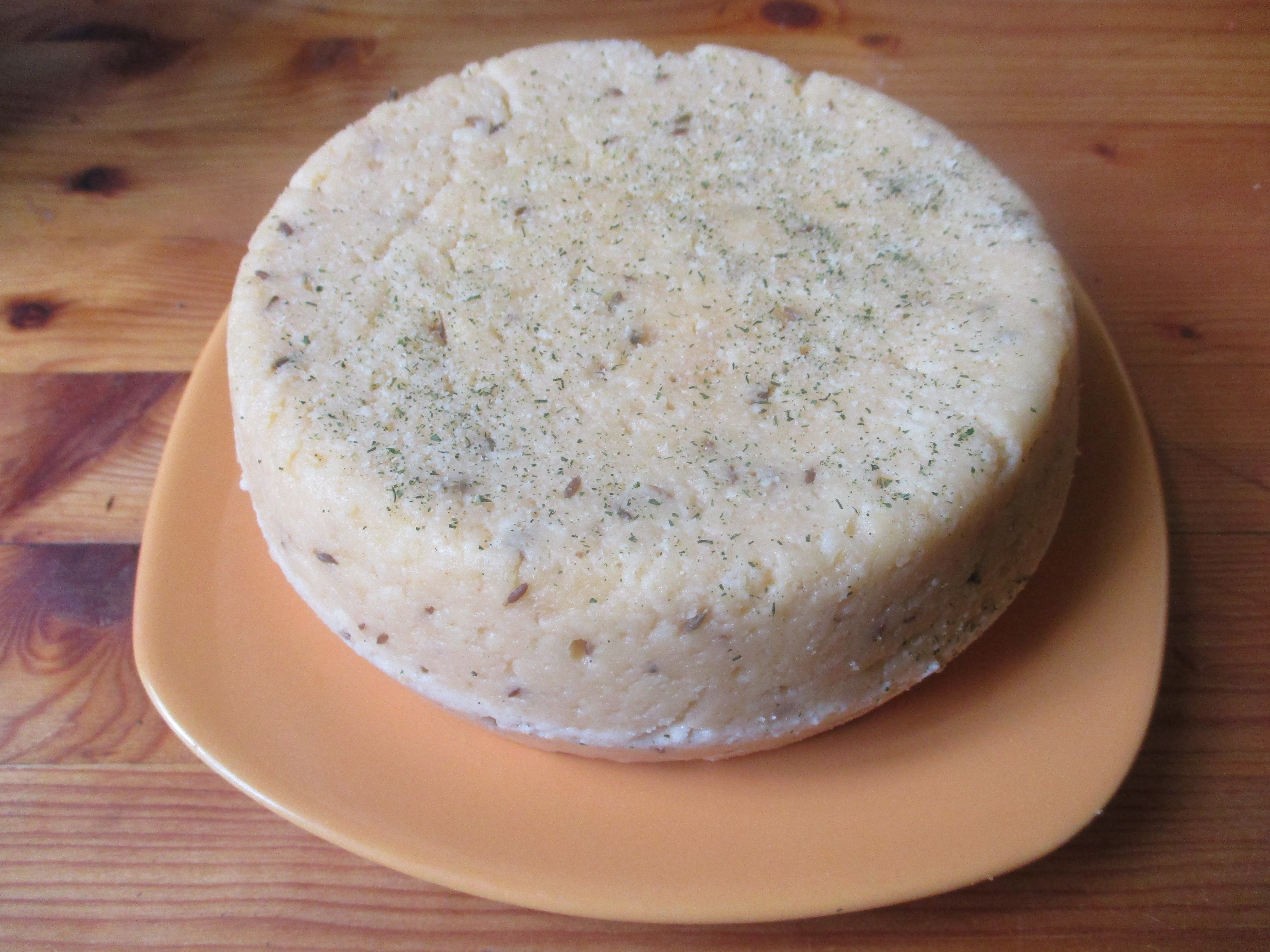
Jāņu siers
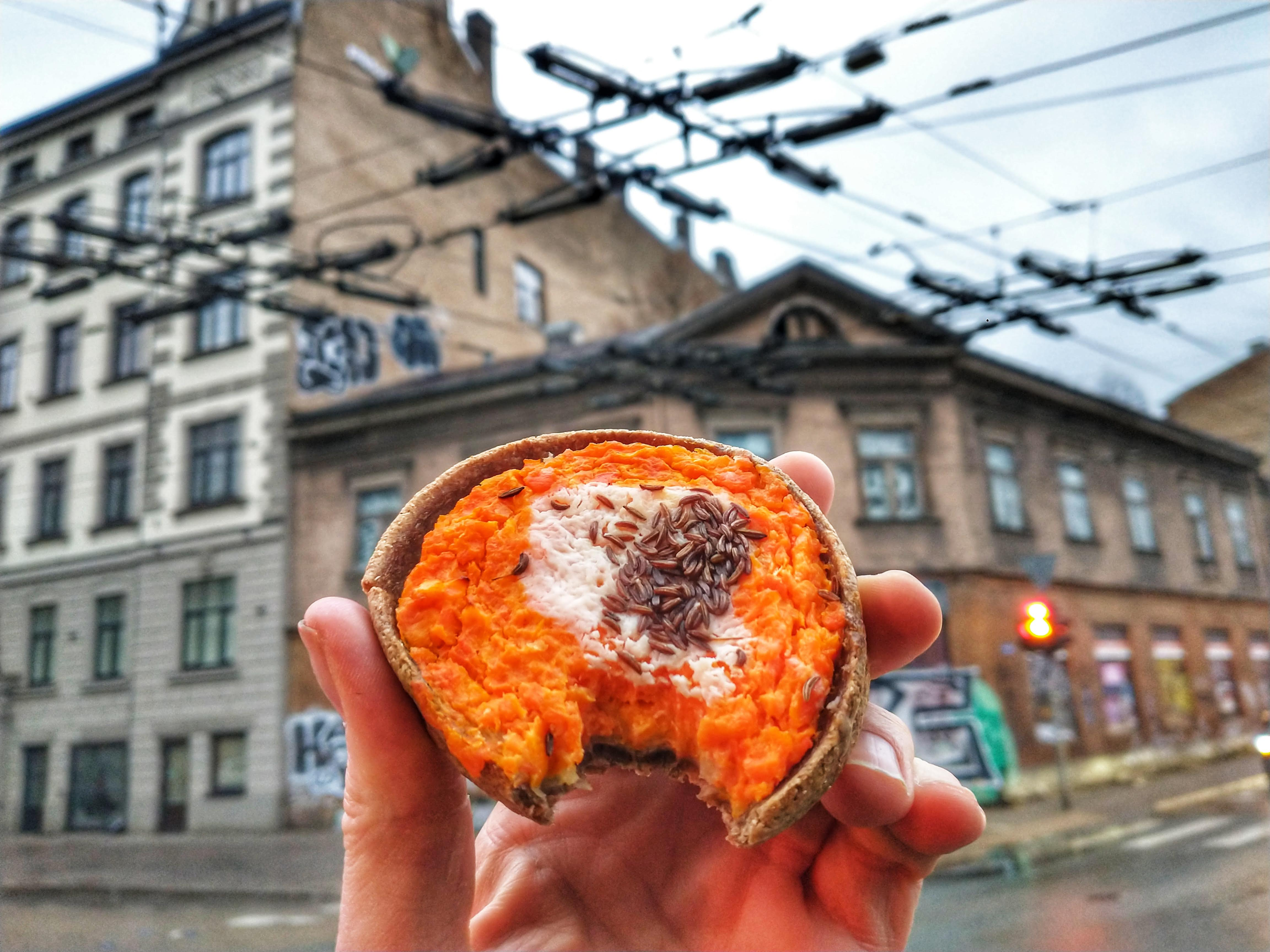
Sklandrausis
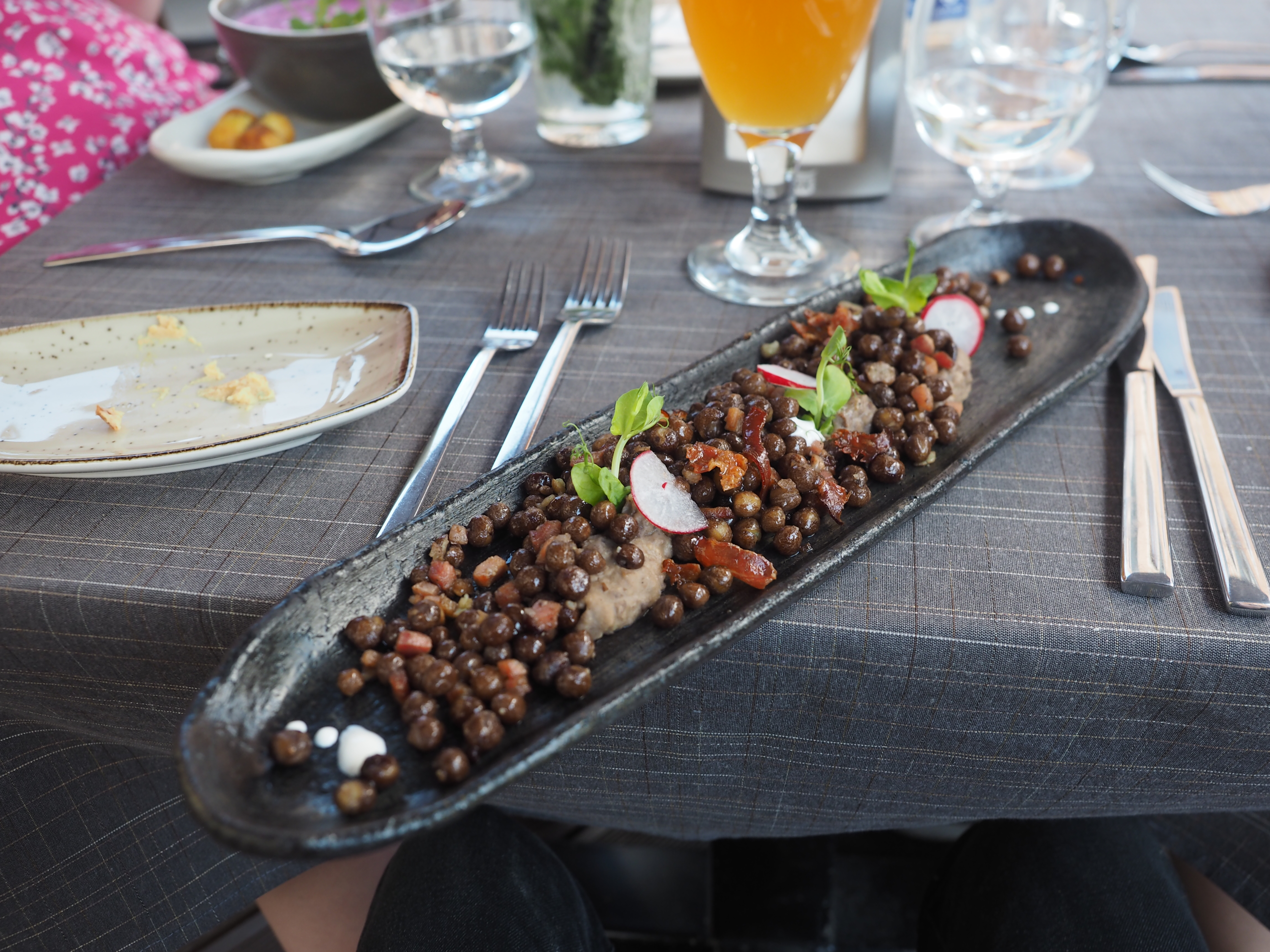
Szary groch z zasmażką